# 안톤 도슈틀러
안톤 도슈틀러(독일어: Anton Dostler, 1891년 5월 10일 ~ 1945년 12월 1일)는 독일의 군인이다. 최종 계급은 보병대장(General of the Infantry).
1910년 독일 제국 육군에 입대하여 제1차 세계 대전에 초급장교로 참전했다. 제2차 세계 대전 개전부터 1940년까지 제7군 참모장을 지내다가 제57사단 사단장(1941년 ~ 1942년), 제163사단 사단장(1942년), 제57육군단 군단장(1944년 1월 ~ 7월), 제73육군단 군단장(1944년 9월 ~ 11월)을 지내다가 종전을 맞았다.제2차 세계 대전 종전 이후 최초로 전범재판에서 유죄를 선고받고 독일군 대장 정복 차림으로 이탈리아 왕국 아베르사에서 총살형으로 사형이 집행되었다.